# ŠK Slovan Bratislava
SK Slovan Bratislava är en slovakisk fotbollsklubb i Bratislava. Klubben spelar för tillfället i den högsta slovakiska ligan Slovakiska superligan. Klubbens främsta merit är att man, som första östeuropeiska klubb, vann Cupvinnarcupen säsongen 1968/69.

## Placering tidigare säsonger
| Säsong  | Nivå | Liga         | Placering | Referens |
| ------- | ---- | ------------ | --------- | -------- |
| 2005/06 | 2    | 2. liga      | 2         | [ 1 ]    |
| 2006/07 | 1    | Corgoň liga  | 3         | [ 2 ]    |
| 2007/08 | 1    | Corgoň liga  | 5         | [ 3 ]    |
| 2008/09 | 1    | Corgoň liga  | 1         | [ 4 ]    |
| 2009/10 | 1    | Corgoň liga  | 2         | [ 5 ]    |
| 2010/11 | 1    | Corgoň liga  | 1         | [ 6 ]    |
| 2011/12 | 1    | Corgoň liga  | 3         | [ 7 ]    |
| 2012/13 | 1    | Corgoň liga  | 1         | [ 8 ]    |
| 2013/14 | 1    | Corgoň liga  | 1         | [ 9 ]    |
| 2014/15 | 1    | Fortuna liga | 3         | [ 10 ]   |
| 2015/16 | 1    | Fortuna liga | 2         | [ 11 ]   |
| 2016/17 | 1    | Fortuna liga | 2         | [ 12 ]   |
| 2017/18 | 1    | Fortuna liga | 2         | [ 13 ]   |
| 2018/19 | 1    | Fortuna liga | 1         | [ 14 ]   |
| 2019/20 | 1    | Fortuna liga | 1         | [ 15 ]   |
| 2020/21 | 1    | Fortuna liga | 1         | [ 16 ]   |
| 2021/22 | 1    | Fortuna liga | 1         | [ 17 ]   |
| 2022/23 | 1    | Fortuna liga | 1         | [ 18 ]   |
| 2023/24 | 1    | Fortuna liga | 1         | [ 19 ]   |
| 2024/25 | 1    | Fortuna liga | 1         | [ 20 ]   |

## Kända spelare
Klubben är en av de främsta i Slovakien och har fostrat spelare som:
- Marek Hamšík, bl. a. Napoli
- Samuel Slovák, ŠK Slovan Bratislava
- Robert Vittek, Lille OSC
- Szilárd Németh, TSV Alemannia Aachen
- Peter Dubovský, Död i Thailand 23 juni 2000 - Spelade bland annat för spanska Real Madrid.
- Stanislav Varga, Sunderland AFC (utlånad till Burnley FC)
- Ľubomír Moravčík, TSV Bayer 04 Leverkusen